# 塞夫尔路

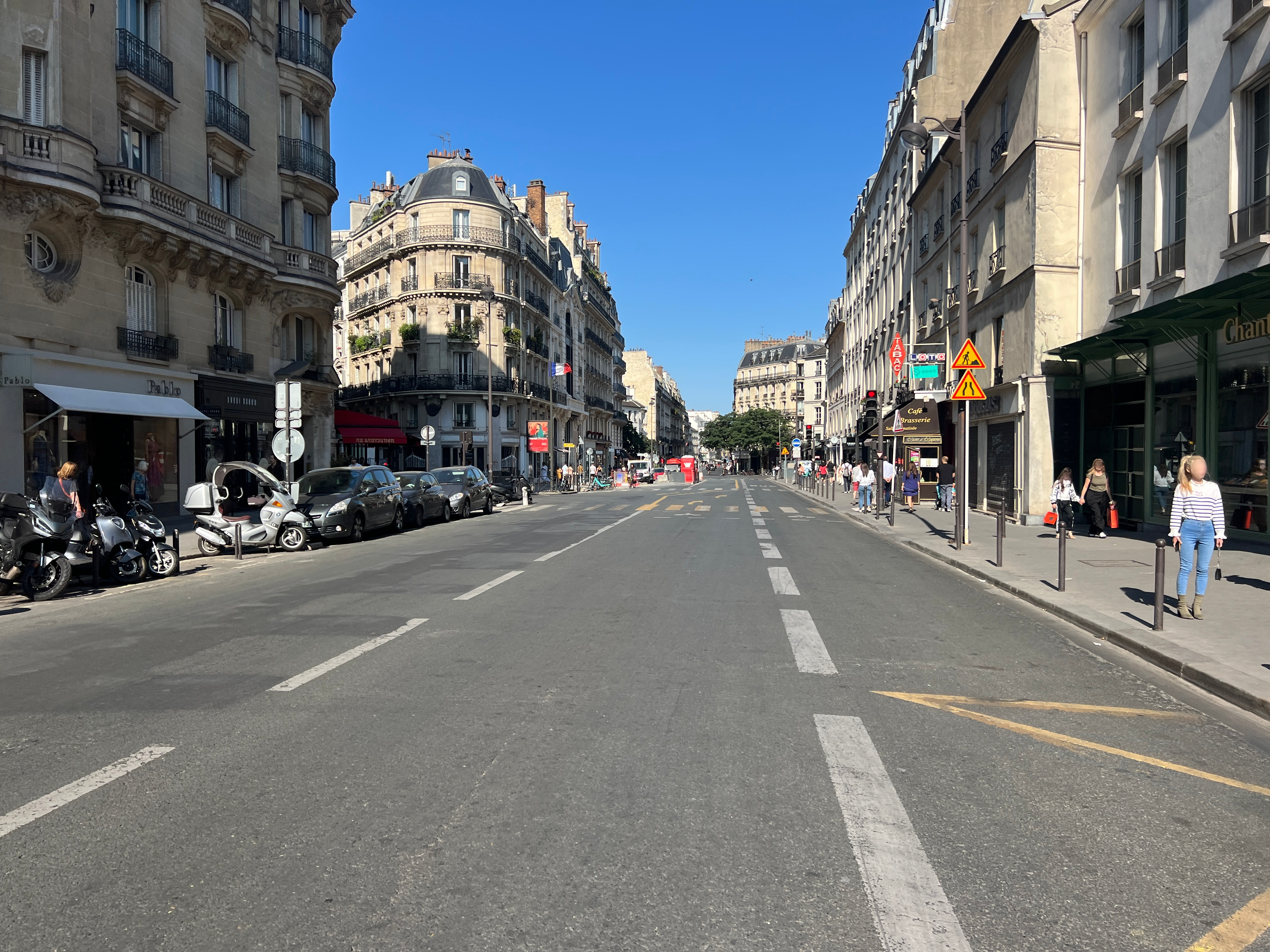
塞夫尔路（2023年6月）

塞夫尔路（法語：Rue de Sèvres）是巴黎第六区、巴黎第七区和十五区的一条街道。长1500米，宽18-24米。

## 交通
沿路的地铁站包括塞夫尔-巴比伦站（10、12号线）、瓦诺站（10号线）、杜洛克站（10、13号线），以及塞夫尔-勒古布站（6号线）。

## 名称
塞夫尔路得名于法国法兰西岛大区上塞纳省的市镇塞夫尔。

## 建筑
- 塞夫尔路16号：原林间修院（abbaye-aux-Bois），原址现为朱丽叶·雷卡米耶路（rue Juliette-Récamier）。